# Das Realistische Manifest
Das Realistische Manifest ist ein Schlüsseltext des Konstruktivismus. In dem von Naum Gabo verfassten und von seinem Bruder Antoine Pevsner mitunterzeichneten Manifest werden die Theorien des künstlerischen Ausdrucks in Form von fünf „Grundprinzipien“ der konstruktivistischen Praxis dargelegt.
Das Manifest konzentrierte sich vor allem auf die Loslösung der Kunst von Konventionen wie der Verwendung von Linien, Farbe, Volumen und Masse.
In dem Text lehnen Gabo und Pevsner die aufeinander folgenden stilistischen Neuerungen der modernen Kunst als bloßen Illusionismus ab (angefangen beim Impressionismus über den Kubismus bis hin zum Futurismus) und plädieren stattdessen für eine Kunst, die auf der materiellen Realität von Raum und Zeit beruht.
Der Text wurde erstmals am 5. August 1920 in Form eines Plakats anlässlich einer Ausstellung mit Gustavs Klucis in Moskau veröffentlicht. Auszüge daraus wurden 1923 in der ersten Ausgabe von G abgedruckt.

## Auszüge
Несмотря на требование возрожденного духа машег времени, искусство вес еще кормичся впечатлением. внешіностью- блумчн домощиом шатанті Вiрagegao so Aloosi ноьнки кубистон и ритриСіом нывести мзобчазнт и адрозцаe.
ьное искусетво из этом трясины прошлого не привели ни к чему, кроме овык заблужлёним. Кубизм, начав с упрошения изобразительной техники, кончиа ее анализом и на нем застыл.
(Trotz der Forderungen des sich erneuernden Geistes unserer Zeit lebt die Kunst noch immer von der Impression, der äußeren Erscheinung, und wandert hilflos zwischen Naturalismus und Symbolismus, zwischen Romantik und Mystik hin und her. Die Versuche der Kubisten und der Futuristen, die visuellen Künste über die Sümpfe der Vergangenheit hinauszuheben, haben nur zu neuen Täuschungen geführt. Der Kubismus endete, nachdem er mit der Vereinfachung der Darstellungstechnik begonnen hatte, mit der Analyse und erstarrte darin.)

### Fünf Grundprinzipien
1. Мы отвергаем в живолиси: Дветікак живописный элемент.
Цвег есть идеализированный оптиеский лик вещей. Наруж• ное и поверхностное впечатление от них Цвет случаен и не имеет ничего общего с внутренним содержаніім тела.
Мы утверждаем ТОН тела-т..е. его светопоглощающую мате. риальную среду единственной его жизолисной реальностью.
[1] Daher lehnen wir die Farbe als malerisches Element ab. Die Farbe ist das idealisierte optische Antlitz der Dinge, ein äußerlicher und oberflächlicher Eindruck. Die Farbe ist zufällig, sie hat nichts mit dem inneren Wesen der Körper zu tun. Wir behaupten, dass die Tönung einer Substanz, das heißt, ihr lichtabsorbierender stofflicher Körper, ihre einzige malerische Realität ist.
2. Мы отвергаем в линии ее начерлательною пенность
В реальной жизни тел нет начертагельных линий. Начертание есть случайный след человека на предетах, оно не связано с ос. повной жизнью и постоянной структурой тела. Начертание элемент графики иллюстрации, декорании.
Мы Утверждаем ЛИНИЮ только как направление скрытых в теле статических сил и их ритмов.
[2] Wir verzichten bei einer Linie auf ihr Darstellungsvermögen. Es gibt im wirklichen Leben der Körper keine beschreibenden Linien. Darstellung ist die zufällige Spur des Menschen auf den Dingen, sie ist nicht an das wesensmäßige Leben und die gleichbleibende Struktur des Körpers gebunden. Die Beschreibung ist ein Element der graphischen Darstellung und der Dekoration. Wir behaupten, dass die Linie nur die Richtung statischer Kräfte und deren Rhythmus in den Dingen angibt.
3. Мы отвергаем объем, как изобразительную форму пространя ства: Нельая мерить пространство обиемами, как нельая мерить жидкость аршинами. Посмотрите на паше реальное проетранство что оно, если не одна сплошная слубика
Мы утверждаем глубину как единственную изобразительную форму пространства.
[3] Wir lehnen das Volumen als malerische und plastische Raumform ab. Man kann einen Raum ebenso wenig nach dem Umfang bestimmen, wie man Flüssigkeit nach Metern messen kann: seht unseren Raum an … was ist er anderes als eine fortlaufende Tiefenausdehnung? Wir behaupten, dass die Tiefe die einzige malerische und plastische Raumform ist.
4. Мы отвергаем в скульптуре массу как скульптурный элемент.
Каждому инженеру уже дазно известно, что статическая сила тел, их материальная сопротивудемость не зависит от количества их массы. Пример: рельса, контрафорс, балка и т. п. А вы скульпторы всех оттетков и направлений, вы до сих пор придерживаетесь векового предрассудка, будто объем нельзя освободить от массы. Вот мы берем 4 плоскости и из них строим тот же объем, что из 4-х пудов массы.
Этим путем мы возвращаем скульптуре похищенную у ней вековым предрассудком линию как направление. Этим путем Мы утверждаем в ней глубину как единственную форму пространства.
[4] Wir lehnen in der Skulptur die Masse als plastisches Element ab. Es ist jedem Ingenieur bekannt, dass die statischen Kräfte eines festen Körpers und seine materielle Stärke nicht von der Masse abhängig sind … etwa bei einer Schiene, einem T-Träger usw. Doch ihr, Bildhauer aller Schattierungen und Richtungen, ihr haltet immer noch an dem alten Vorurteil fest, man könne das Volumen nicht von der Masse befreien. So nehmen wir der Skulptur die Linie als Richtungsweiser zurück und erklären damit die Tiefe zur einzigen Raumform.
5. Мы отвергаем тысячелетнее Єгипетское заблуждение ис. кусства, считающее статические ритмы единственными элемента• ми изобразительного творчества.
Мы утверждаем в изобразительном искусстве новый алемент кинетические ритмы, как основные ФОрМЫ натих ощущений реального времени
Вот онт пять непретожнь іинов-наого ворчества. нашей тдубин- ном технвки
[5] Wir weisen den tausendjährigen, von der ägyptischen Kunst ererbten Irrtum zurück, dass die statischen Rhythmen die einzigen Elemente des bildnerischen Schaffens seien. Wir erkennen in der bildenden Kunst ein neues Element, die kinetischen Rhythmen, als Grundformen unserer Wahrnehmung der realen Zeit.
Das sind die fünf Grundprinzipien unseres Werkes und unserer konstruktiven Technik.